# Presidente del Estado de Los Altos
El Presidente del Estado de Los Altos fue el jefe de Estado y de gobierno del Estado de Los Altos por designación de la Asamblea Legislativa del Estado de Los Altos. El primer titular del cargo Presidente del Estado de Los Altos fue Marcelo Molina Matta y el último en ocupar el cargo fue Fernando Antonio Martínez. Su tratamiento oficial fue El Excelentísimo Señor Presidente del Estado de Los Altos.
El Presidente de los Altos actuó siempre en consejo del comandante general de Armas. El presidente también fue el comandante general del Ejército del Estado de Los Altos. Su residencia oficial fue la actual Municipalidad de Quetzaltenango.
El cargo fue abolido luego de que Rafael Carrera sometiera definitivamente los intentos de fundar el estado.

## Antecedentes

### Independencia de Los Altos
La región occidental de la actual Guatemala había mostrado intenciones de obtener mayor autonomía con respecto a las autoridades de la ciudad de Guatemala desde la época colonial, pues los criollos de la localidad consideraban que los criollos capitalinos que tenían el monopolio comercial con España no les daban un trato justo. Así, su representante en las Cortes de Cádiz solicitó la creación de una intendencia en Los Altos, gobernada por autoridades propias. El advenimiento de la independencia de América Central de alguna manera canceló esta posibilidad, pero el separatismo de los altenses perduró. Tras la disolución del Primer Imperio Mexicano y la consecuente separación de las Provincias Unidas del Centro de América, Los Altos continuó buscando su separación de Guatemala. Hay dos condiciones que fueron favorables a las pretensiones de la élite criolla altense: la creación de un marco legal en la constitución centroamericana para la formación de nuevos estados dentro del territorio de la república y la llegada al gobierno de los federalistas liberales, encabezados por Francisco Morazán.
El área de Los Altos estaba poblada mayoritariamente por indígenas, quienes habían mantenido sus tradiciones ancestrales y sus tierras en el frío altiplano del oeste guatemalteco. Durante toda la época colonial habían existido revueltas en contra del gobierno español. Luego de la independencia, los mestizos y criollos locales favorecieron al partido liberal, en tanto que la mayoría indígena era partidaria de la Iglesia Católica y, por ende, conservadora.
Durante la administración del gobierno del Dr. Mariano Gálvez, Los Altos desaprobaron los cambios introducidos por el jefe del gobierno, pero los líderes de la región no fueron conservadores, sino liberales que se oponían a Gálvez. Por su parte, los criollos y ladinos de Los Altos tenían un gran resentimiento contra los comerciantes de la Ciudad de Guatemala -los miembros del Clan Aycinena-, quienes monopolizaban el comercio y se oponían rotundamente a la construcción de un puerto en el Pacífico y de una carretera que le sirviera a Los Altos para comerciar con países extranjeros directamente.
En mayo de 1836, un periódico de la localidad propuso que se formara un estado que comprendiera a las regiones de Quetzaltenango, Totonicapán, Sololá y Suchitepéquez, que tendría alrededor de doscientos mil habitantes y que les permitiría mayor libertad de acción y mejor representación ante la Federación Centroamericana.
Al caer el gobierno de Gálvez, los representantes criollos de Los Altos aprovecharon para separarse del Estado de Guatemala el 2 de febrero de 1838. El gobernador Valenzuela no pudo hacer nada al respecto, y el congreso de la Federación Centroamericana reconoció al Sexto Estado el 5 de junio de 1838 con una junta de gobierno provisional compuesta por Marcelo Molina Mata, José M. Gálvez y José Antonio Aguilar, mientras que el general mexicano Agustín Guzmán - antiguo oficial del ejército de Vicente Filísola que se había radicado en Quetzaltenango- quedó al mando del ejército del Estado. La bandera de Los Altos era una modificación de la de las Provincias Unidas del Centro de América, con escudo en el centro mostrando un volcán al fondo y un quetzal resplandeciente -un ave local que representaba la libertad- delante.
Finalmente, en diciembre de 1838, Molina fue elegido como Gobernador del Estado, y de inmediato empezó a trabajar en el desarrollo del puerto en el Pacífico y en mejorar las relaciones con el gobierno federal en San Salvador. Los indígenas de Occidente, por su parte, acudieron a la ciudad de Guatemala a quejarse de los líderes altenses ladinos, en especial del Jefe Político de Totonicapán, Macario Rodas, y el Comandante Militar, Agustín Guzmán, quienes les habían impuesto cargas fiscales extraordinarias, no habían derogado el impuesto personal impuesto por el gobierno de Gálvez y habían arrebatado gran parte de sus tierras ejidales. En represalia, las autoridades altenses encarcelaron a los quejosos.
El 31 de mayo de 1839, el Estado de Los Altos siguió el ejemplo del resto de estados de la Federación y se declaró libre, soberano e independiente y agregó a las regiones de Soconusco y Huehuetenango. El 10 de agosto de 1839, el nuevo estado independiente firmó un tratado con El Salvador, para defenderse de una posible invasión de las tropas conservadoras de Rafael Carrera, el cual fue ratificado por Francisco Morazán el 8 de septiembre.
Hasta entonces, el Clan Aycinena favorecía el libre comercio con los otros estados centroamericanos y eso incluía permitir el ingreso de textiles altenses sin tener pagar impuestos; cuando Los Altos estableció una tarifa impositiva sobre sus textiles, el gobierno guatemalteco protestó formalmente. Esto llevó a un escalamiento en la tensión, y ambos gobiernos empezaron a acusarse mutuamente de ser tiránicos; la propaganda liberal acusaba a los aristócratas guatemaltecos de despotismo y a Carrera de ser un salvaje, que vestía uniforme únicamente porque se lo habían regalado los ingleses.

### Invasión y Absorción del Estado de los Altos

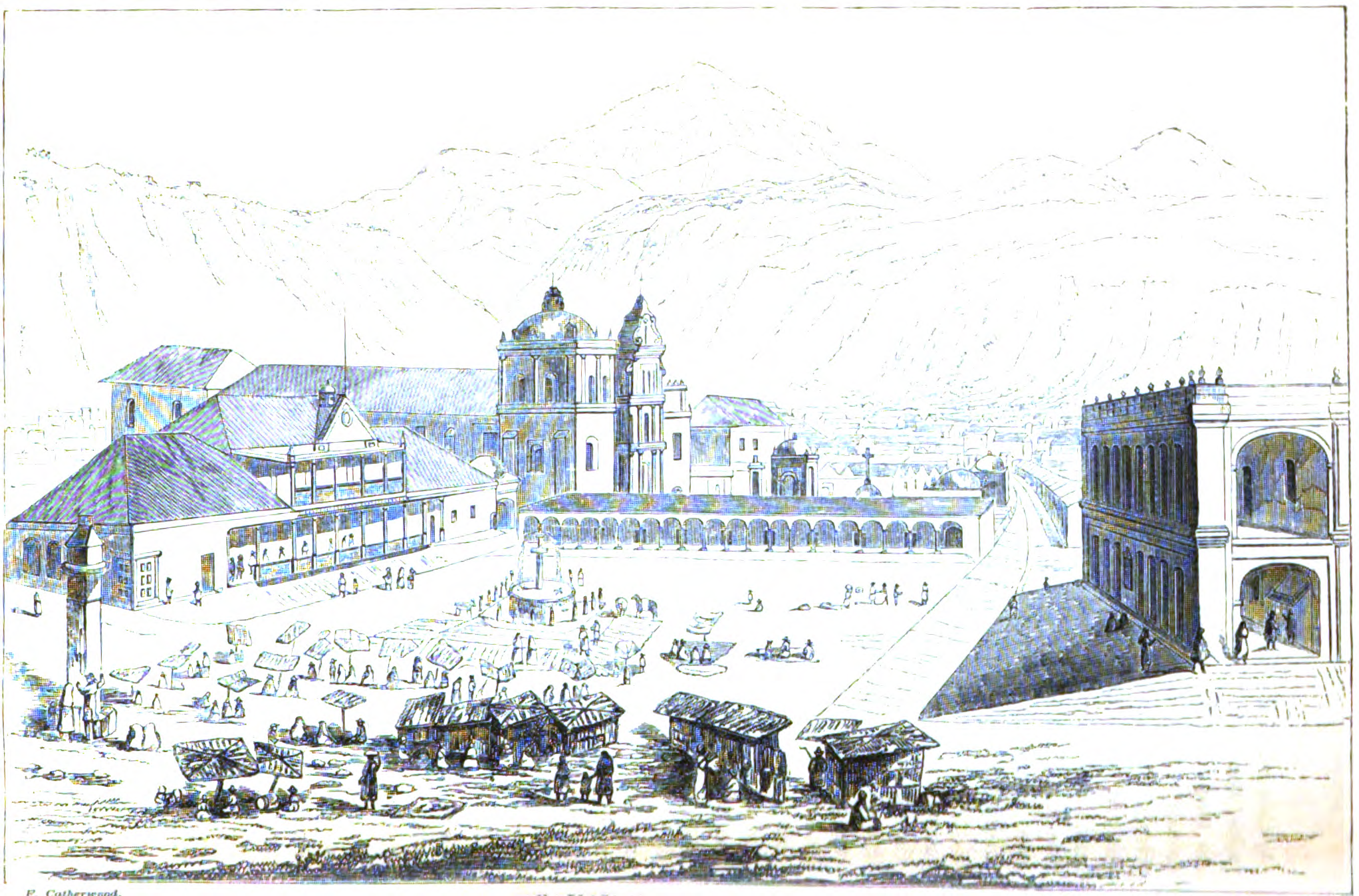
Dibujo del parque central de Quetzaltenango en 1840, cuando la ciudad era la capital del Estado de Los Altos.

Las revueltas indígenas alcanzaron su punto crítico el 1.º. de octubre de 1839, en Santa Catarina Ixtahuacán, Sololá, cuando tropas altenses reprimieron una sublevación y mataron a cuarenta vecinos. Encolerizados, los indígenas acudieron a Carrera en busca de protección. Por otra parte, octubre de 1839 la tensión comercial entre Guatemala y Los Altos dio paso a movimientos militares; hubo rumores de que el general Agustín Guzmán estaba organizando un ejército en Sololá con la intención de invadir Guatemala, lo que puso a ésta en máxima alerta. A finales de noviembre, cuando Carrera regresó de El Salvador, el gobierno guatemalteco confiscó un cargamento de armas que estaba destinado para Los Altos y, con la ayuda del cónsul británico Frederick Chatfield -que se había mudado a la Ciudad de Guatemala tras tener roces con el presidente federal Francisco Morazán- los miembros del Clan Aycinena iniciaron los preparativos para un ataque a Los Altos.
Los liberales en Los Altos mantuvieron sus duras críticas al gobierno conservador de Mariano Rivera y Paz; tenían incluso su propio periódico: El Popular. Por su parte, los conservadores guatemaltecos atacaban a los altenses en su publicación El Tiempo. Además, como Los Altos era la región con mayor producción y actividad económica del antiguo Estado de Guatemala, los conservadores perdían muchos de los méritos que sostenían al Estado guatemalteco en la hegemonía de Centroamérica. Mientras Carrera se preparaba reclutando voluntarios en la Verapaz, el gobierno de Guatemala intentó llegar a una solución pacífica, y el 18 de diciembre de 1839 apremió al representante de Los Altos en Guatemala a firmar un convenio de paz y amistad; el tratado garantizaba la paz, pero con la condición de que Los Altos tenía que devolver a Guatemala las armas que Agustín Guzmán le había confiscado a Carrera cuando lo apresó en enero de 1839. Mientras los altenses consideraban aceptar el ultimátum guatemalteco, Carrera publicó una proclama en la que llamó a los indígenas de Los Altos a rebelarse en contra del gobierno quetzalteco, lo que provocó revueltas de las que el gobierno guatemalteco se valió en enero de 1840 para decir que los indígenas rogaban a Carrera para salvarlos de la «opresión de los liberales quetzaltecos».
Al mediodía del 20 de enero de 1840, Carrera se dirigió a la frontera con el Estado de Los Altos para esperar al enviado del estado altense con la ratificación del ultimátum y el cargamento de armas; mientras esperaba, arengaba a sus tropas diciéndoles que el enemigo liberal todavía tenía a Quezaltenango sumido en la opresión y la tiranía y que, junto con San Salvador, era el único obstáculo para que retornaran a sus hogares. Para contener una posible invasión de las fuerzas morazánicas desde El Salvador, Carrera envió a Vicente Cruz a guardar la frontera.
El gobierno de Los Altos envió un emisario a Morazán, pero éste fue interceptado por las fuerzas de Carrera; entonces, el 22 de enero el general Agustín Guzmán declaró la guerra a Guatemala. Tras algunas escaramuzas, los ejércitos se enfrentaron en Sololá el 25 de enero; Carrera venció a las fuerzas del general Agustín Guzmán e incluso apresó a éste mientras que el general Doroteo Monterrosa venció a las fuerzas altenses del coronel Antonio Corzo el 28 de enero. El gobierno quetzalteco colapsó entonces, pues aparte de las derrotas militares, los poblados indígenas abrazaron la causa conservadora de inmediato; al entrar a Quetzaltenango al frente de dos mil hombres, Carrera fue recibido por una gran multitud que lo saludaba como su «libertador».
Carrera impuso un régimen duro y hostil para los liberales altenses, pero bondadoso para los indígenas de la región -derogando el impuesto personal- y para los eclesiásticos -restituyendo los privilegios de la religión católica; llamando a todos los miembros del cabildo criollo les dijo tajantemente que se portaba bondadoso con ellos por ser la primera vez que lo desafiaban, pero que no tendría piedad si había una segunda vez. El general Guzmán, y el jefe del Estado de Los Altos, Marcelo Molina, fueron enviados a la capital de Guatemala, en donde fueron exhibidos como trofeos de guerra durante un destile triunfal el 17 de febrero de 1840; en el caso de Guzmán, engrilletado, con heridas aún sangrantes, y montado en una mula. El 26 de febrero de 1840 el gobierno de Guatemala colocó a Los Altos bajo su autoridad y el 13 de agosto de nombró al corregidor de la región, el cual servía también como comandante general del ejército y superintendente.

### Aniquilación definitiva del Estado de Los Altos

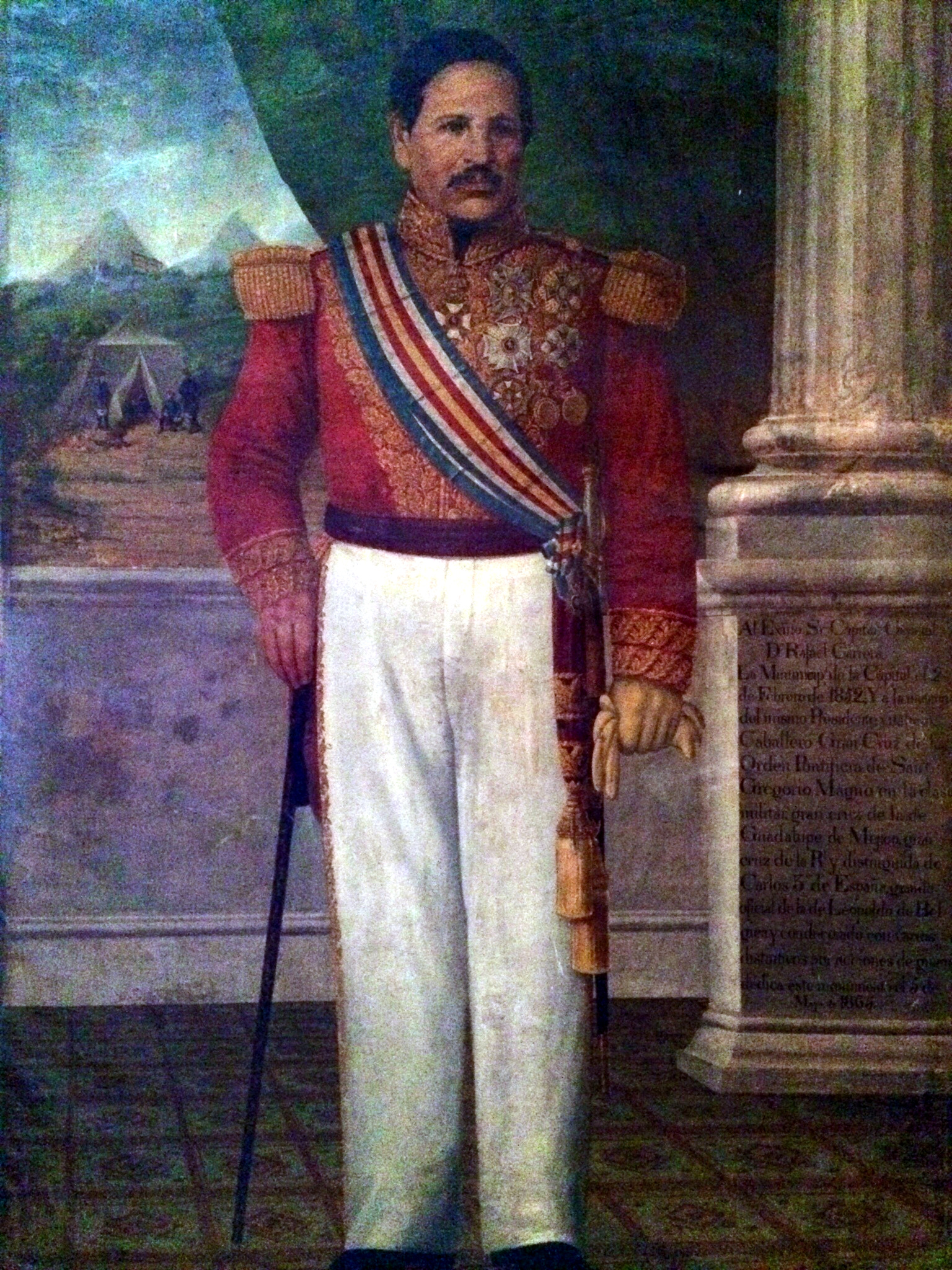
Rafael Carrera en 1854. En 1840, cuando era general de la revolución campesina, recuperó Los Altos para Guatemala.

Cuando el general Agustín Guzmán llegó a Quetzaltenango con la noticia de que Morazán había triunfado en la ciudad de Nueva Guatemala de la Asunción, la élite criolla liberal de la ciudad declaró nuevamente vigente el Estado de Los Altos. Carrera, envió al militar salvadoreño Francisco Malespín a avisar a las comunidades k'iche' y k'achikel que se prepararan nuevamente a combatir a los criollos quetzaltecos, y luego salió para Quetzaltenango decidido a escarmentar a los liberales quetzaltecos; al conocer esta noticia, la mayoría de los miembros del cabildo salió huyendo y los pocos que quedaron quisieron retractarse y pedir perdón por haber tratado de formar el estado nuevamente. Pero mientras los indígenas de la región perseguían a los criollos que huyeron, Carrera apresó a los miembros del cabildo que se habían quedado y luego los mandó a fusilar, a pesar de los reclamos de la población altense que por lo bajo murmuraba «¡Masacre! ¡Masacre!» Como resultado, los criollos liberales quedaron debilitados y mermados, y los conservadores capitalinos atemorizados; por su parte las poblaciones indígenas de Quetzaltenango se dieron cuenta de que tenían un aliado fuerte en Carrera.
Carrera confiscó y se llevó a Guatemala la imprenta del Diario de Quetzaltenango, los modernos instrumentos de música de la Banda Marcial. Los miembros liberales del cabildo criollo que fueron fusilados en la Plaza Pública fueron el alcalde, Dr. Roberto Molina Motta, hermano del Jefe del Estado de Los Altos, Mariano Molina, y los síndicos y concejales.
Cuando Carrera regresó a Guatemala a atender a su madre agonizante, los liberales de la capital salieron huyendo y el temor de los conservadores del Clan Aycinena se acrecentó, pues estaba claro que, de haberlo querido, Carrera hubiera llevado a cabo la venganza indígena aniquilando a todos los blancos. Lo único que evitó una nueva masacre fue el hecho de que Carrera necesitara del dinero del Clan Aycinena para pagarle a sus tropas.
Tras la reincorporación del Estado de Los Altos por Rafael Carrera y Turcios en abril de 1840, el secretario general del gobierno guatemalteco Luis Batres Juarros obtuvo del provisor Larrazábal y Arrivillaga la autorización del desmantelamiento de la Iglesia regionalista del Estado de Los Altos; el cura interino de Quetzaltenango, presbítero Urbano Ugarte y su coadjutor, presbítero José María Aguilar, fueron separados de su curato y del mismo modo los presbíteros de las parroquias de San Martín Jilotepeque y de San Lucas Tolimán. Larrazábal ordenó que los presbíteros Fernando Antonio Dávila, Mariano Navarrete y José Ignacio Iturrioz pasasen a cubrir respectivamente las parroquias de Quezaltenango , San Martín Jilotepeque y San Lucas Tolimán.
De acuerdo a la información de la municipalidad de Quetzaltenango, estado de Los Altos, fue destruido por un acto contra el Derecho de gentes, Internacional, el Derecho Constitucional, al ser cancelado de hecho y no de derecho, dado que el único ente que jurídicamente tenía la soberana facultad de dejarlo sin efecto era el congreso de la Federación Centroamericana. Ahora bien, este argumento carece de fundamente puesto que para el momento en que ocurrieron los hechos aquí mencionados, todos los estados centroamericanos se habían declarado como entes libres, soberanos e independientes, excepto El Salvador, porque era la sede del gobierno federal de Francisco Morazán, quien únicamente habría sido capaz de mantener la Federación si hubiera derrotado a Carrera en la batalla de la Ciudad de Guatemala. Con la derrota sufrida y la destrucción de su ejército, Morazán tuvo que salir al exilio el Perú y en El Salvador la federación se declaró extinta y se formó el Estado independiente de El Salvador, en donde Carrera colocó al militar Francisco Malespín como hombre fuerte.

### Intento de resurgimiento del Estado de Los Altos
En 1848, la situación de Guatemala era caótica y los liberales lograron que Rafael Carraera dejara el gobierno de la República de Guatemala, la cual se había constituido el 21 de marzo de 1847.. El 26 de agosto de 1848, durante la breve ausencia de Carrera del poder central, los capitulares quetzaltecos, con el apoyo del Presidente de El Salvador, Doroteo Vasconcelos, y de la facción anticarrerista de Vicente y Serapio Cruz, proclamaron, una vez más, su segregación de Guatemala con Agustín Guzmán como presidente interino y, el 5 de septiembre, eligieron un gobierno interino dirigido por Fernando Antonio Martínez. La existencia del Sexto Estado todavía se prolongó hasta el 8 de mayo de 1849, cuando el general Guzmán fue a entrevistarse con representantes del presidente Paredes a la Antigua Guatemala, momento que fue aprovechado por Rafael Carrera para tomar Quetzaltenango y quedarse en la plaza; para entonces, Carrera ya contaba con el apoyo militar del Corregidor de Suchitepéquez, José Víctor Zavala. El gobierno de Paredes había nombrado al mayor José Víctor Zavala como corregidor de Suchitepéquez para detener a Carrera; pero Zavala, en vez de detener a Carrera, se puso a sus órdenes.
Al saber la noticia, y al enterarse del masivo apoyo de las diferentes etnias indígenas al general Carrera, el presidente Mariano Paredes, tras mucho deliberar con liberales y conservadores, finalmente siguió el consejo del conservador Luis Batres Juarros, quien le hizo ver que combatir a Carrera era abrir un frente en el occidente del país, y dispuso revocar la pena de muerte sobre Carrera y nombrarlo comandante general de las Armas, con autorización para atender a la pacificación de los pueblos conmovidos en el oriente del país, y para dirigir las operaciones militares de la manera que lo creyere conveniente. Ante este decreto, los principales líderes liberales huyeron hacia El Salvador, donde les dio asilo el presidente Doroteo Vasconcelos. Finalmente, Carrera entró triunfalmente en la Ciudad de Guatemala el 8 de agosto de 1849 y Paredes evitó formar un frente occidental combatiendo a Carrera en Quetzaltenango.
Guzmán, por su parte fue a Jalapa en donde logró una tregua temporal con los líderes rebeldes León Raymundo, Roberto Reyes y Agustín Pérez; los rebeldes saquearon Jalapa el 3 y 4 de junio. Guzmán, entonces, se fue a El Salvador en donde emitió un comunicado en el que atacaba la perfidia y la inmoralidad del salvaje Rafael Carrera quien había desgobernado Guatemala en los últimos nueve años. En su comunicado hizo ver que se había ido a El Salvador para retirarse de la vida pública, pero que no podía permanecer impasible ante los hechos que ocurrían en Guatemala y que iba a combatir el retorno de Carrera con la ayuda de El Salvador, Honduras, Nicaragua y el resurgido Estado de Los Altos. Prácticamente se autonombraba el sucesor de Morazán en su empeño de combatir al general Carrera; sin embargo, no logró apoyo suficiente para llevar a cabo sus propósitos.

## Lista de los Presidentes del Estado de Los Altos (1838-1848)
| Marcelo Molina Matta      | (1838-1840) |  |
| Fernando Antonio Dávila   | (1848)      |  |
| José Velazco              | (1848)      |  |
| Rafael de la Torre        | (1848)      |  |
| Agustín Guzmán            | (1848)      |  |
| Fernando Antonio Martínez | (1848)      |  |